# سیارک ۵۱۷۹
سیارک ۵۱۷۹ (به انگلیسی: 5179 Takeshima، نامگذاری:1989EO1) پنج هزار و صد و هفتاد و نهمین سیارک کشف شده‌است که در ۱ مارس ۱۹۸۹ کشف شد.
قدر مطلق سیارک برابر ۱۳٫۶۰ است.